# Goniothalamus obtusifolius
Goniothalamus obtusifolius är en kirimojaväxtart som beskrevs av Elmer Drew Merrill. Goniothalamus obtusifolius ingår i släktet Goniothalamus och familjen kirimojaväxter. Inga underarter finns listade i Catalogue of Life.